# Alexis Mac Allister
Alexis Mac Allister (sinh ngày 24 tháng 12 năm 1998) là một cầu thủ bóng đá chuyên nghiệp người Argentina hiện đang thi đấu ở vị trí tiền vệ cho câu lạc bộ Premier League Liverpool và đội tuyển bóng đá quốc gia Argentina. 
Sinh ra trong một gia đình yêu bóng đá, Mac Allister bắt đầu sự nghiệp thi đấu chuyên nghiệp của mình với Argentinos Juniors vào năm 2016, đội mà anh đã giành chức vô địch giải hạng hai Argentina trong mùa giải đầu tiên, trước khi gia nhập Brighton & Hove Albion vào năm 2019, nhưng ngay lập tức được cho Juniors mượn cho đến hết mùa giải. Trong năm thứ hai của anh với Brighton, anh tiếp tục được Boca Juniors cho mượn vàgiành được Primera División 2019–20. Trở lại sau dạng cho mượn vào mùa giải tiếp theo, Mac Allister đã có một năm đột phá tại Brighton, trở thành cầu thủ quan trọng của đội bóng ở Premier League. Năm 2023, anh chuyển sang đầu quân cho Liverpool.
Mac Allister đã đại diện cho Argentina ở cấp độ U-23, vô địch giải đấu tiền Olympic CONMEBOL 2020 và có trận ra mắt chuyên nghiệp trong màu áo đội tuyển quốc gia vào năm 2019. Kể từ đó, anh là một thành viên của đội tuyển Argentina đã giành chiến thắng tại Finalissima 2022 với chiến thắng 3–0 trước đội tuyển Ý, và đại diện cho đất nước của mình vô địch FIFA World Cup 2022 và Copa America 2024.

## Sự nghiệp câu lạc bộ

### Argentinos Juniors
Giống như hai người anh trai của mình, Mac Allister bắt đầu sự nghiệp của mình với Club Social y Deportivo Parque trước khi gia nhập đội trẻ của Argentinos Juniors. Anh ra mắt chuyên nghiệp vào ngày 30 tháng 10 năm 2016, vào sân ở hiệp hai thay cho Iván Colman trong trận hòa 0–0 trên sân nhà Primera B Nacional trước Central Córdoba.
Mac Allister ghi bàn thắng chuyên nghiệp đầu tiên vào ngày 10 tháng 3 năm 2017, trong trận thua 1–2 trước Instituto. Anh đã đóng góp ba bàn thắng sau 23 lần ra sân trong chiến dịch cấp cao đầu tiên của mình, khi đội bóng của anh ấy thăng hạng lên Primera División với tư cách là nhà vô địch. Anh ra mắt lần đầu tiên ở hạng đấu thứ hai vào ngày 9 tháng 9, bắt đầu trong trận thua 1–2 trước Patronato.
Vào ngày 25 tháng 11 năm 2017, Mac Allister và hai anh trai của anh ấy lần đầu tiên thi đấu cùng nhau trong trận thua 0–1 tại San Lorenzo; Alexis và Francis đá chính, trong khi Kevin vào thay người. Anh ghi bàn thắng đầu tiên ở giải đấu cao nhất vào ngày 5 tháng 3 năm 2018, ghi bàn mở tỷ số trong trận thua 0–2 trên sân nhà trước Boca Juniors.

### Brighton & Hove Albion
Vào ngày 24 tháng 1 năm 2019, Mac Allister đã ký hợp đồng với câu lạc bộ Premier League Brighton & Hove Albion theo hợp đồng 4 năm rưỡi.

#### Cho mượn tại Argentinos Juniors
Là một phần của thỏa thuận với Brighton, Mac Allister được cho Argentinos Juniors mượn lại trong phần còn lại của mùa giải Premier League 2018–19.

#### Cho mượn tại Boca Juniors
Vào tháng 6 năm 2019, Boca Juniors đã hoàn tất việc ký hợp đồng cho mượn Mac Allister, liên kết anh ta với anh trai Kevin, người đã gia nhập câu lạc bộ dưới dạng cho mượn sáu tháng trước đó. Mac Allister đã ghi bàn trong trận ra mắt ở Boca, ghi bàn thắng duy nhất của câu lạc bộ trong trận lượt đi vòng 16 đội Copa Libertadores trước Athletico Paranaense vào ngày 25 tháng 7. Vào ngày 5 tháng 8, Mac Allister chơi trận đấu đầu tiên cho Boca khi vào sân thay người trong chiến thắng 2–0 trước Patronato.

#### Mùa giải 2019–20

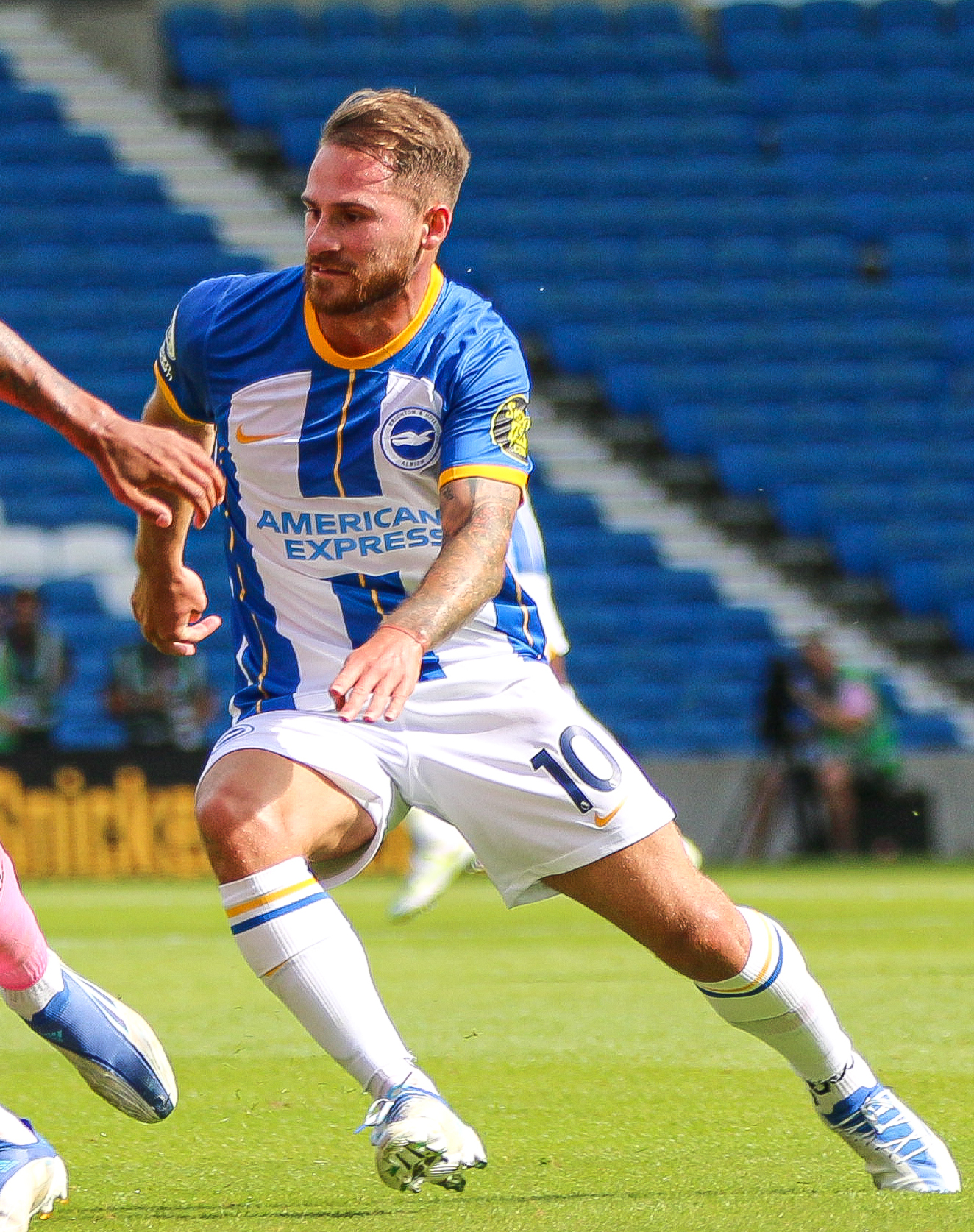
Alexis Mac Allister trong trận đấu trước mùa giải Brighton & Hove Albion vs RCD Espanyol vào ngày 30 tháng 7 năm 2022

Anh ra mắt câu lạc bộ khi vào sân thay người ở phút thứ 80 trong trận hòa 0–0 trước Wolverhampton Wanderers vào ngày 7 tháng 3 năm 2020. Trận đấu này đã được chứng minh là trận đấu cuối cùng của Brighton cho đến khi Premier League bắt đầu lại vào tháng 6 do đại dịch COVID-19. Mac Allister chơi trận sân nhà đầu tiên cho Brighton, nơi anh vào sân thay người trong chiến thắng 2–1 trước Arsenal vào ngày 20 tháng 6. Anh đá trận đầu tiên cho Brighton ba ngày sau đó, trong trận hòa 0–0 trước Leicester City, chơi 58 phút trước khi bị thay ra.

#### Mùa giải 2020–21
Mac Allister ghi bàn thắng đầu tiên cho Brighton vào ngày 17 tháng 9 năm 2020, đánh đầu ghi bàn trong chiến thắng 4–0 trên sân nhà trước Portsmouth tại EFL Cup. Anh ấy lại ghi bàn sáu ngày sau đó, bàn thắng này cũng đến ở EFL Cup nơi Brighton giành chiến thắng 2–0 trên sân khách trước Preston. Vào ngày 18 tháng 10, Mac Allister ghi bàn thắng đầu tiên tại Premier League khi ghi bàn gỡ hòa ở phút thứ 90 trong trận hòa 1–1 trước đối thủ cay đắng Crystal Palace.

#### Mùa giải 2021–22
Mac Allister đã ghi bàn quyết định và là bàn thắng thứ hai tại Premier League của anh ấy khi Brighton chiến đấu trở lại từ một bàn thua phía sau để đánh bại Burnley 2–1 tại Turf Moor vào ngày 14 tháng 8 trong trận mở màn của mùa giải 2021–22. Anh đã kiến tạo cho cả hai bàn thắng của Aaron Connolly vào ngày 22 tháng 9, trong chiến thắng 2–0 trên sân nhà trước Swansea City ở vòng ba cúp EFL. Anh sau đó đã rời sân vì chấn thương. Mac Allister ghi bàn thắng thứ hai trong mùa giải vào ngày 23 tháng 10, ghi một quả phạt đền ở phút 81 trong trận thua 4–1 trên sân nhà tại Sân vận động Falmer. Anh ấy ghi cú đúp đầu tiên trong chiến thắng 3–2 trên sân khách trước Everton vào ngày 2 tháng 1 năm 2022, đưa Brighton dẫn trước 1–0 ở phút thứ 3, và nâng tỷ số lên 3–1 ở phút 71 với một pha lập công xuất sắc từ ngoài vòng cấm. Mac Allister kiến tạo giúp Adam Webster đánh đầu gỡ hòa từ một quả phạt góc trong trận hòa 1–1 trên sân nhà với nhà vô địch châu Âu, Chelsea, vào ngày 18 tháng 1.

#### Mùa giải 2022–23
Trong trận khai mạc mùa giải trước Manchester United, Mac Allister đã phản lưới nhà trong chiến thắng 2–1 giúp Brighton giành chiến thắng đầu tiên tại Old Trafford. Hai tuần sau, anh ghi bàn đúng vào lưới, ghi bàn từ chấm phạt đền trong chiến thắng 2–0 trước West Ham, và ghi một quả phạt đền khác trong trận thua 1–2 trước Fulham. Mac Allister ghi một cú đúp bao gồm quả phạt đền thứ ba trong bốn trận sau khi VAR từ chối bàn thắng trong chiến thắng 5–2 trên sân nhà trước Leicester. Ngày 24 tháng 10, Mac Allister ký hợp đồng mới, cam kết anh ở lại Brighton ít nhất đến tháng 6 năm 2025, với một tùy chọn cho một năm bổ sung. Anh ghi bàn sau 49 giây trong trận đấu trên sân nhà với Aston Villa vào ngày 13 tháng 11, tuy nhiên Villa đã giành chiến thắng với tỷ số 2–1.
Anh trở lại sau chức vô địch World Cup vào ngày 4 tháng 1 năm 2023 trong chiến thắng 4–1 trước Everton, nơi anh ấy vào sân thay người ở phút thứ 62. Vào ngày 7 tháng 1 năm 2023, anh ấy đã có một buổi biểu diễn chuyên nghiệp. Mac Allister đã ghi hai bàn thắng, trong đó bàn đầu tiên là một pha dứt điểm siêu phàm từ quả bóng của Pervis Estupiñán, trong chiến thắng 5–1 trên sân khách trước đội bóng thuộc EFL Championship Middlesbrough ở vòng ba FA Cup. Khi trở lại sân nhà của Brighton sau chức vô địch thế giới, tiền vệ này đã đeo huy chương của nhà vô địch khi bước ra sân trước trận đấu và chiếc cúp vô địch thế giới cũng được trưng bày cho người hâm mộ ở Sân vận động Falmer. Chung cuộc Brighton đánh bại Liverpool 3–0 trên sân nhà.

### Liverpool
Ngày 8 tháng 6 năm 2023, Mac Allister đã chính thức gia nhập Liverpool bằng bản hợp đồng có thời hạn 5 năm đến năm 2028, với mức phí lúc đầu chưa được tiết lộ, sau này được xác nhận là 55 triệu bảng kèm theo phí bổ sung. Anh mặc chiếc áo số 10 mà Sadio Mané để lại.

## Sự nghiệp quốc tế

### Ra mắt đội trẻ và cấp cao
Ngay sau khi ra mắt cho Argentinos, Mac Allister đã nhận được cuộc gọi từ Claudio Úbeda cho đội U-20 Argentina. Anh được chọn vào đội tuyển quốc gia lần đầu tiên vào tháng 8 năm 2019, trước các trận giao hữu tại Hoa Kỳ vào tháng 9 với Chile và México. Lần ra mắt quốc tế của anh đến trong trận đấu với Chile tại Los Angeles Coliseum vào ngày 5 tháng 9.

### Thế vận hội Tokyo

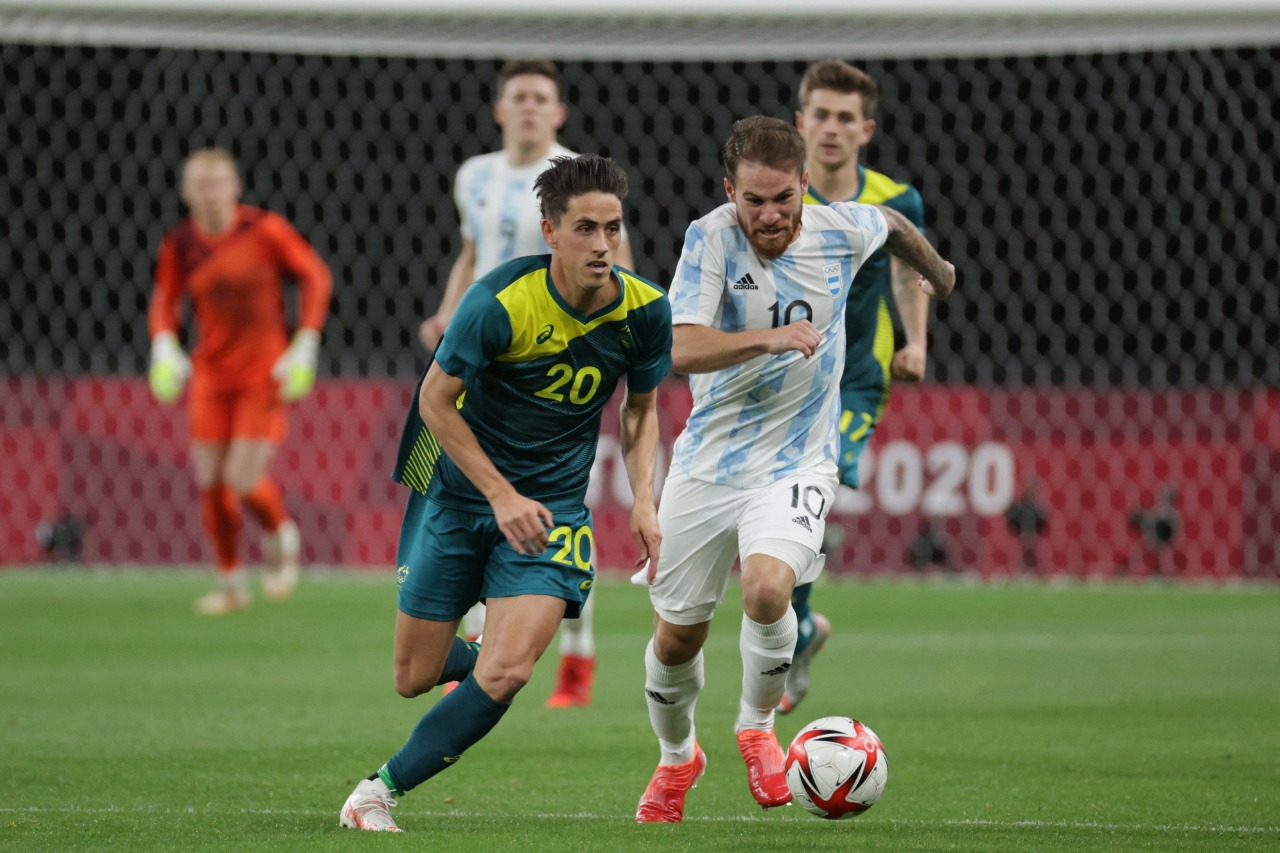
Mac Allister thi đấu cho Olympic Argentina tại Thế vận hội Mùa hè 2020

Vào ngày 1 tháng 7 năm 2021, Mac Allister có tên trong đội tuyển Olympic Argentina tham dự Thế vận hội Mùa hè 2020 ở Tokyo, diễn ra vào năm 2021 do năm trước bị hoãn lại do đại dịch COVID-19. Anh ấy đã chơi trong trận mở màn của Argentina gặp Úc bắt đầu trận đấu, chơi 78 phút trong trận thua chung cuộc 2–0 tại Sapporo Dome ở Sapporo vào ngày 22 tháng 7. Anh đá chính hai trận vòng bảng tiếp theo, chiến thắng 1–0 trước Ai Cập vào ngày 25 tháng 7 một lần nữa được diễn ra tại Sapporo Dome và trận hòa 1–1 với Tây Ban Nha vào ngày 28 tháng 7 tại Sân vận động Saitama ở Midori-ku, Saitama. Argentina bị loại ở vị trí thứ ba trong bảng do hiệu số bàn thắng bại.

### Được triệu tập vào đội hình cấp cao và thành công tại World Cup

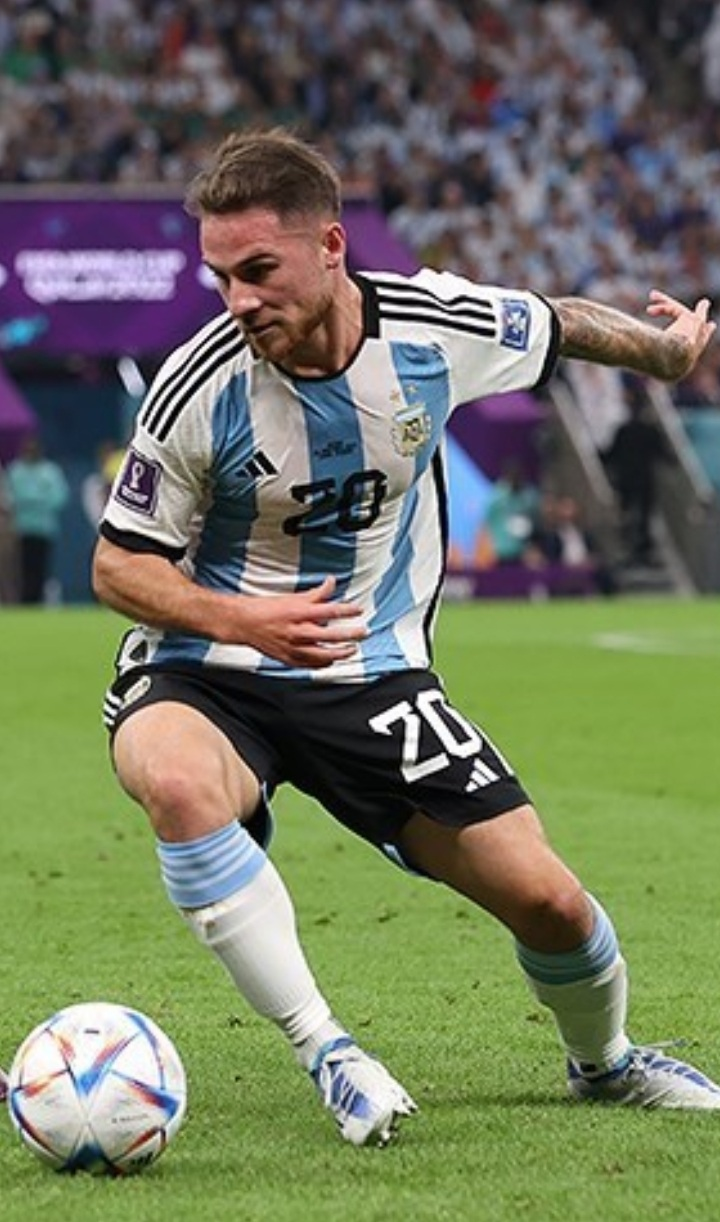
Mac Allister thi đấu cho Argentina tại FIFA World Cup 2022

Mac Allister được triệu tập trở lại đội tuyển quốc gia Argentina vào tháng 1 năm 2022, sau hai năm rưỡi kể từ hai lần khoác áo đầu tiên. Tuy nhiên, anh ấy đã có kết quả dương tính với COVID-19 và bỏ lỡ trận thắng trên sân khách ở vòng loại Giải vô địch bóng đá thế giới 2022 của Argentina trước Chile. Cuối cùng, anh ấy đã có trận đấu đầu tiên cho đội tuyển quốc gia trong gần ba năm, nơi anh ấy đá chính trong chiến thắng 3–0 trên sân nhà trước Venezuela vào ngày 25 tháng 3. Năm ngày sau, trong trận hòa với Ecuador, anh ấy bị buộc phải rời sân sau khi trở thành nạn nhân của một pha vào bóng bằng đầu gối và do chấn thương sau đó, anh đã được gửi trở lại Brighton trước trận đấu tiếp theo của họ. Vào ngày 1 tháng 6, Mac Allister là cầu thủ dự bị không được sử dụng khi Argentina đánh bại Ý trong trận Finalissima 2022 được tổ chức tại Sân vận động Wembley.
Vào ngày 11 tháng 11, Mac Allister có tên trong đội hình 26 người của Argentina tham dự Giải vô địch bóng đá thế giới 2022. Trong trận đấu cuối cùng vòng bảng gặp Ba Lan vào ngày 30 tháng 11, anh ghi bàn thắng quốc tế đầu tiên mở tỉ số trong chiến thắng chung cuộc 2–0, đưa Argentina vào vòng 16 đội với tư cách đội vô địch bảng. Sau khi Argentina lọt vào trận chung kết, Mac Allister đá chính trong trận đấu với đương kim vô địch Pháp, nơi anh kiến tạo cho Ángel Di María ghi bàn nâng tỷ số lên 2–0. Trong hiệp phụ thứ hai, Mac Allister bị thay ra trước khi Argentina giành chiến thắng sau loạt sút luân lưu.

## Đời tư
Mac Allister sinh ra ở Santa Rosa, La Pampa.
Anh trai của Mac Allister là Francis và Kevin cũng là những cầu thủ bóng đá chuyên nghiệp. Họ là con trai của "Red" Carlos Mac Allister và cháu trai của Patricio Mac Allister , cả hai đều là cầu thủ bóng đá đã nghỉ hưu. Mac Allister là một họ có nguồn gốc từ Scotland (nếu viết theo phong cách Scotland thì họ của anh sẽ là McAllister), mặc dù tổ tiên gần đây hơn của anh là người gốc Ireland. Trong một cuộc phỏng vấn trước đây, anh xác nhận rằng một số tổ tiên của anh đã đến Argentina từ Ireland và nói rằng anh ấy biết về các mối liên hệ với Scotland. Tổ tiên của anh có thể được lần ra với Donabate, Ireland. Anh cũng có thể lần ra tổ tiên tại Fife ở Đông Scotland, trước khi họ chuyển đến Ireland vào những năm 1800, sau đó đến Argentina.

## Thống kê sự nghiệp

### Câu lạc bộ
Tính đến ngày 19 tháng 5 năm 2024
| Câu lạc bộ                | Mùa giải            | Giải vô địch               | Giải vô địch | Giải vô địch | Cúp quốc gia | Cúp quốc gia | Cúp Liên đoàn | Cúp Liên đoàn | Châu lục | Châu lục | Tổng cộng | Tổng cộng |
| Câu lạc bộ                | Mùa giải            | Hạng đấu                   | Trận         | Bàn          | Trận         | Bàn          | Trận          | Bàn           | Trận     | Bàn      | Trận      | Bàn       |
| ------------------------- | ------------------- | -------------------------- | ------------ | ------------ | ------------ | ------------ | ------------- | ------------- | -------- | -------- | --------- | --------- |
| Argentinos Juniors        | 2016–17             | Primera B Nacional         | 23           | 3            | 1            | 0            | —             | —             | —        | —        | 24        | 3         |
| Argentinos Juniors        | 2017–18             | Argentine Primera División | 24           | 2            | 1            | 1            | —             | —             | —        | —        | 25        | 3         |
| Argentinos Juniors        | 2018–19             | Argentine Primera División | 9            | 3            | 2            | 0            | —             | —             | 0        | 0        | 11        | 3         |
| Argentinos Juniors        | Tổng cộng           | Tổng cộng                  | 56           | 8            | 4            | 1            | —             | —             | 0        | 0        | 60        | 9         |
| Brighton & Hove Albion    | 2019–20             | Premier League             | 9            | 0            | 0            | 0            | 0             | 0             | —        | —        | 9         | 0         |
| Brighton & Hove Albion    | 2020–21             | Premier League             | 21           | 1            | 3            | 0            | 3             | 2             | —        | —        | 27        | 3         |
| Brighton & Hove Albion    | 2021–22             | Premier League             | 33           | 5            | 1            | 0            | 2             | 0             | —        | —        | 36        | 5         |
| Brighton & Hove Albion    | 2022–23             | Premier League             | 29           | 9            | 5            | 2            | 0             | 0             | —        | —        | 34        | 11        |
| Brighton & Hove Albion    | Tổng cộng           | Tổng cộng                  | 92           | 15           | 9            | 2            | 5             | 2             | —        | —        | 106       | 19        |
| Argentinos Juniors (mượn) | 2018–19             | Argentine Primera División | 10           | 2            | 2            | 0            | 5             | 1             | 2        | 0        | 19        | 3         |
| Boca Juniors (mượn)       | 2019–20             | Argentine Primera División | 13           | 1            | 1            | 0            | 0             | 0             | 6        | 1        | 20        | 2         |
| Liverpool                 | 2023–24             | Premier League             | 33           | 5            | 3            | 1            | 4             | 0             | 6        | 1        | 46        | 7         |
| Tổng cộng sự nghiệp       | Tổng cộng sự nghiệp | Tổng cộng sự nghiệp        | 210          | 32           | 17           | 4            | 17            | 3             | 15       | 2        | 259       | 41        |

1. ↑  Bao gồm Copa Argentina, FA Cup
2. ↑  Bao gồm Copa de la Superliga, EFL Cup
3. ↑  Ra sân tại Copa Sudamericana
4. ↑  Ra sân tại Copa Libertadores
5. ↑  Ra sân tại UEFA Europa League

### Quốc tế
Tính đến ngày 14 tháng 7 năm 2024
| Đội tuyển quốc gia | Năm       | Trận | Bàn |
| ------------------ | --------- | ---- | --- |
| Argentina          | 2019      | 2    | 0   |
| Argentina          | 2022      | 12   | 1   |
| Argentina          | 2023      | 9    | 0   |
| Argentina          | 2024      | 8    | 1   |
| Tổng cộng          | Tổng cộng | 31   | 2   |

Tính đến ngày 28 tháng 3 năm 2023
Tỷ số của Argentina được liệt kê trước, cột tỷ số ghi tỷ số sau mỗi bàn thắng của Mac Allister.
| # | Ngày                 | Địa điểm                                           | Số trận | Đối thủ    | Bàn thắng | Kết quả | Giải đấu            |
| - | -------------------- | -------------------------------------------------- | ------- | ---------- | --------- | ------- | ------------------- |
| 1 | 30 tháng 11 năm 2022 | Sân vận động 974, Doha, Qatar                      | 10      | Ba Lan     | 1–0       | 2–0     | FIFA World Cup 2022 |
| 2 | 26 tháng 3 năm 2024  | Los Angeles Memorial Coliseum, Los Angeles, Hoa Kỳ | 25      | Costa Rica | 2–1       | 3–1     | Giao hữu            |

## Danh hiệu

### Câu lạc bộ
Argentinos Juniors
- Primera B Nacional: 2016–17[11]

Boca Juniors
- Primera División: 2019–20[57]

Liverpool
- Premier League: 2024–25[58]
- FA Cup: 2021–22[59]
- EFL Cup: 2023–24[60], á quân: 2024–25[61]

### Quốc tế
Olympic Argentina
- CONMEBOL Pre-Olympic Tournament:  Vô địch (2020)[62]

Argentina
- FIFA World Cup:  Vô địch (2022)[63]
- Copa América:  Vô địch (2024)[64]
- CONMEBOL–UEFA Cup of Champions:  Vô địch (2022)[65]